# دريقة بنفسجية داكنة
دريقة بنفسجية داكنة (الاسم العلمي:Aspidistra atroviolacea) هي نوع من النباتات تتبع جنس الدريقة من الفصيلة الهليونية. تم وصف هذا النوع من النبات علمياً لأول مرة من قبل هانس-يورغن تيليش سنة 2005.